# Nenad Krišanović
Nenad Krišanović es un deportista yugoslavo que compitió en natación adaptada. Ganó tres medallas en los Juegos Paralímpicos de Verano en los años 1992 y 1996.

## Palmarés internacional
| Representando a Participantes Paralímpicos Independientes |                          |                  |                    |
| Juegos Paralímpicos                                       |                          |                  |                    |
| Año                                                       | Lugar                    | Medalla          | Prueba             |
| 1992                                                      | Barcelona (España)       | Medalla de oro   | 50 m braza SB2     |
| 1992                                                      | Barcelona (España)       | Medalla de plata | 50 m mariposa S3-4 |
| Representando a Yugoslavia                                |                          |                  |                    |
| Juegos Paralímpicos                                       |                          |                  |                    |
| Año                                                       | Lugar                    | Medalla          | Prueba             |
| 1996                                                      | Atlanta (Estados Unidos) | Medalla de plata | 50 m braza SB2     |